# Tabebuia karsoana
Tabebuia karsoana är en katalpaväxtart som beskrevs av Trejo. Tabebuia karsoana ingår i släktet Tabebuia och familjen katalpaväxter. Inga underarter finns listade i Catalogue of Life.